# Manuel Alvar
Manuel Alvar López (ur. 1923 w Benicarló, zm. 2001 w Madrycie) – hiszpański językoznawca, historyk i profesor uniwersytecki, który specjalizował się w dialektologii i filologii języka hiszpańskiego.
Alvar przyczynił się do sporządzenia hiszpańskich atlasów językowych (map dokumentujących zróżnicowanie dialektalne na danym obszarze geograficznym). Przez cztery lata pełnił funkcję dyrektora Real Academia Española. Był członkiem akademii językowych w Europie i Ameryce Łacińskiej. Jego dorobek obejmuje ok. 170 publikacji książkowych.

## Wybrana twórczość
- 1947: Dialectical Boundaries in the Pyrenees
- 1953: El dialecto aragonés
- 1960: Texto hispánicos dialectales
- 1961: Atlas lingüístico y etnográfico de Andalucia
- 1969: Variedad y unidad del español
- 1976: El dialecto riojano
- 1977: Estudios lingüísticos sobre la Amazona colombiana
- 1996: Manual de dialectología hispánica: el español de América
- 1996: Manual de dialectologia hispánica: el español de España